# Xylena brillians
Xylena brillians là một loài bướm đêm trong họ Noctuidae.